# Prise d'air NACA
Pour les articles homonymes, voir NACA.

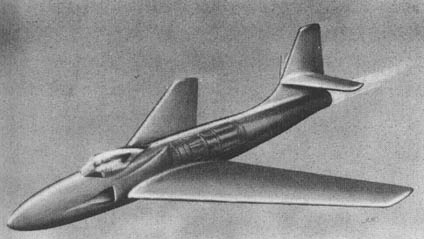
Vue d'artiste représentant une prise d'air submergée pour un avion à réaction.

Une prise d'air NACA (ou entrée d'air NACA, en anglais : NACA duct) est une forme courante de prise d'air ayant une faible traînée, développée à l'origine par le National Advisory Committee for Aeronautics (NACA), le précurseur de la NASA, en 1945,.

## Conception
Des expériences antérieures sur des entrées submergées ont montré une mauvaise récupération de pression en raison de la couche limite à déplacement lent pénétrant dans l'entrée. On pense que cette conception fonctionne car la combinaison du faible angle de rampe et du profil de courbure des murs crée des tourbillons contrarotatifs qui détournent la couche limite de l'entrée et aspirent l'air se déplaçant plus rapidement, tout en évitant la traînée de forme et la séparation de couche limite qui peuvent se produire avec les conceptions utilisant des lames saillantes.

## Applications aéronautiques

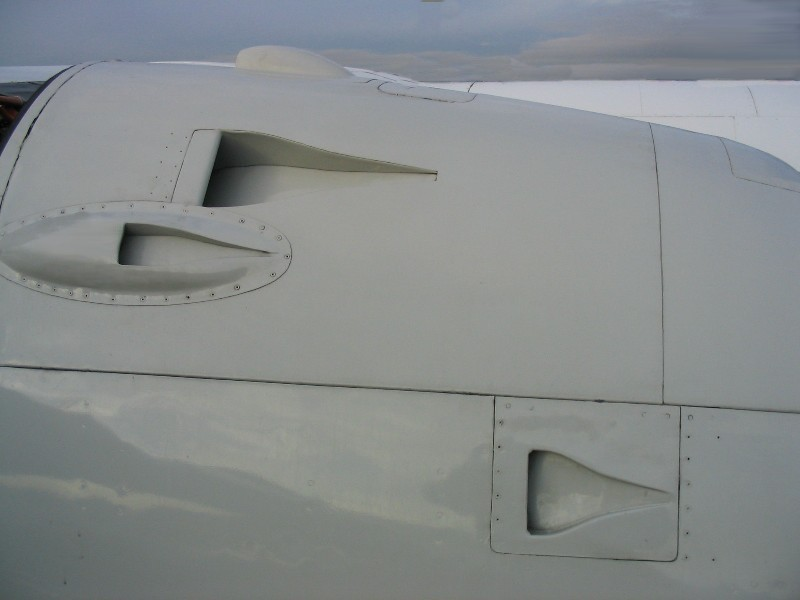
Trois prises sur un capot moteur.

Lorsqu'elle est correctement mise en œuvre, une prise d'air NACA permet à l'air de pénétrer dans un conduit interne, souvent à des fins de refroidissement, avec une perturbation minimale du débit. La conception s'appelait à l'origine entrée submergée, car elle consiste en une rampe peu profonde avec des parois incurvées encastrées dans la surface exposée d'un corps profilé, tel qu'un avion.
En règle générale, ce type de prise d'air affleurante ne permet pas d'atteindre les pressions et les volumes de débit plus importants d'une conception externe. Il est donc rarement utilisé pour l'admission d'air des moteurs à réaction pour laquelle il a été conçu à l’origine, comme le North American YF-93, le Short SB.4 Sherpa (en), le Microjet 200 et possiblement dans les années 2020 pour le Northrop Grumman B-21 Raider. Il est cependant courant pour les entrées de moteurs à piston et de ventilation.

## Applications automobiles

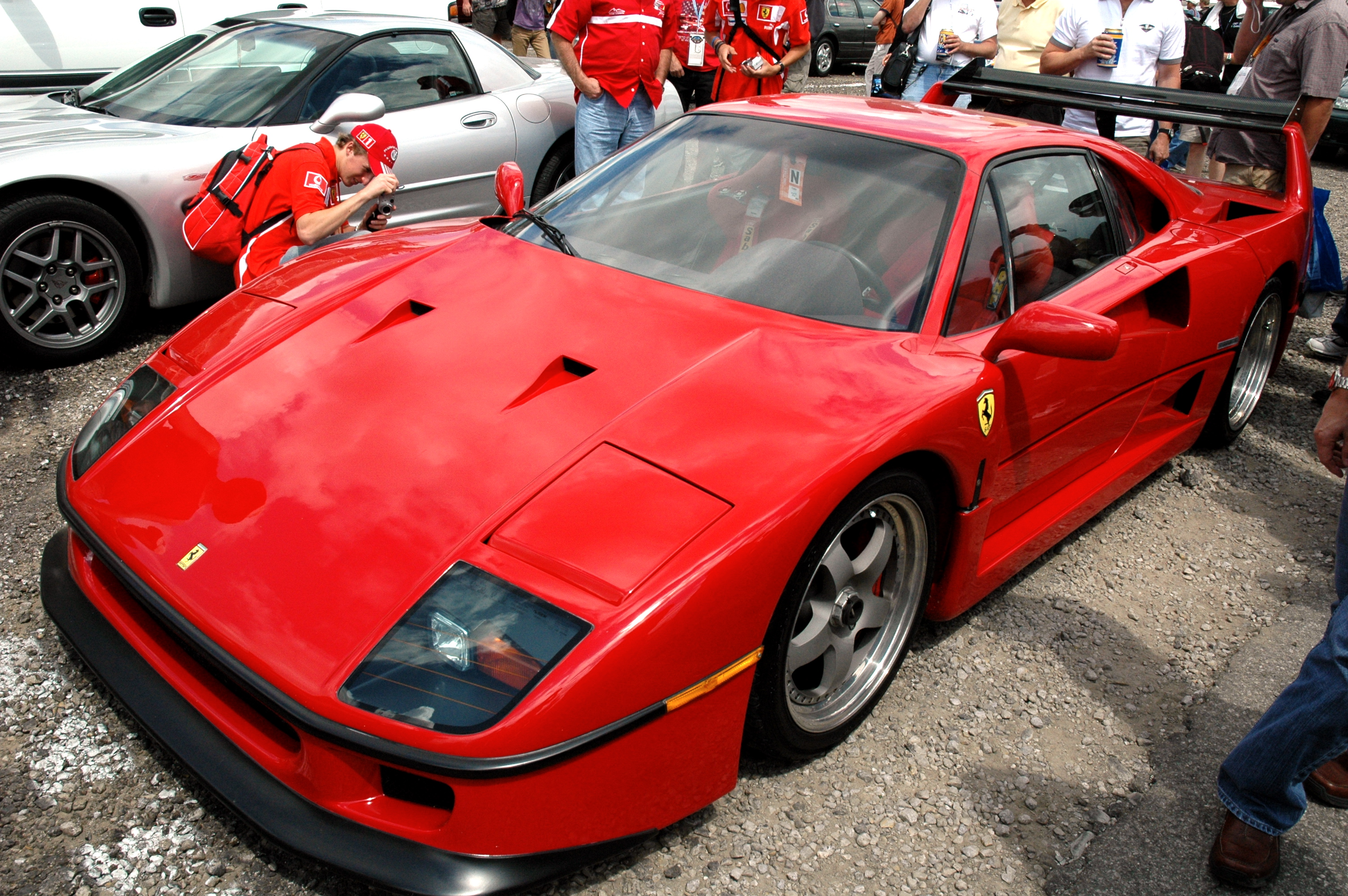
Nombreuses prises d'air sur la Ferrari F40.

Ces prises d'air sont particulièrement appréciées dans le design des voitures de course,. Les célèbres voitures de sport dotées d'importantes prises d'air NACA sont la Ferrari F40, la Lamborghini Countach, la Ford Mustang 1971-1973, la Pontiac GTO de 1973, la Porsche 911 GT2, la Clio Williams 1993-1996 et la Nissan S130 (en).

### Articles
- (en) Charles W. Frick, Wallace F. Davis, Lauros M. Randall et Emmet A. Mossman, « An Experimental Investigation of NACA Submerged-Duct Entrances », NASA Scientific and Technical Information Program,‎ 1er octobre 1945 (lire en ligne, consulté le 26 mars 2017) :« NACA-ACR-5I20 »
- Warren Beauchamp, « NACA Duct Rationale and Construction », 2000 : « Practical experience of fabricating simple NACA ducts for ventilation of a HPV »